# Brian Chikwava

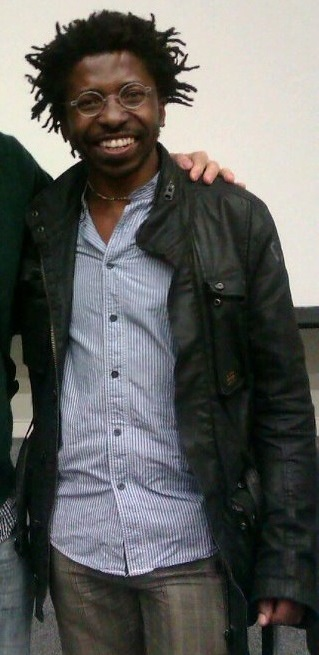
Chikwava, 2017

Brian Chikwava (Victoria Falls, 1972) es un escritor y músico zimbabuense residente en el Reino Unido ganador del Premio Caine en 2004 con “Seventh Street Alchemy”.

## Biografía
Estudió en una escuela de Bulawayo y fue a estudiar ingeniería civil en la Universidad de Brístol.
Vive en Londres desde 2004.
Publicó su primera novela “Harare North” en 2009.